# Praina radiata
Praina radiata là một loài bướm đêm trong họ Noctuidae.